# Xã Hart, Quận Wright, Missouri
Xã Hart (tiếng Anh: Hart Township) là một xã thuộc quận Wright, tiểu bang Missouri, Hoa Kỳ. Năm 2010, dân số của xã này là 1.302 người.